# Attentat du marché de Noël de Magdebourg
L'attentat du marché de Noël de Magdebourg est une attaque à la voiture-bélier lancée dans la foule, perpétrée le 20 décembre 2024 contre les visiteurs du marché de Noël de Magdebourg, en Saxe-Anhalt (Allemagne). Selon un bilan provisoire des autorités, au 6 janvier 2025, six personnes sont mortes et 299 sont blessées.
L'auteur présumé est un psychiatre saoudien nommé Taleb Jawad Al Abdulmohsen (en). Les autorités semblent écarter la piste d'un attentat islamiste. La ministre de l’Intérieur allemande, Nancy Faeser, déclare que l'auteur présumé est « manifestement islamophobe », proche des « idéologies d'extrême droite ».

## Faits et contexte

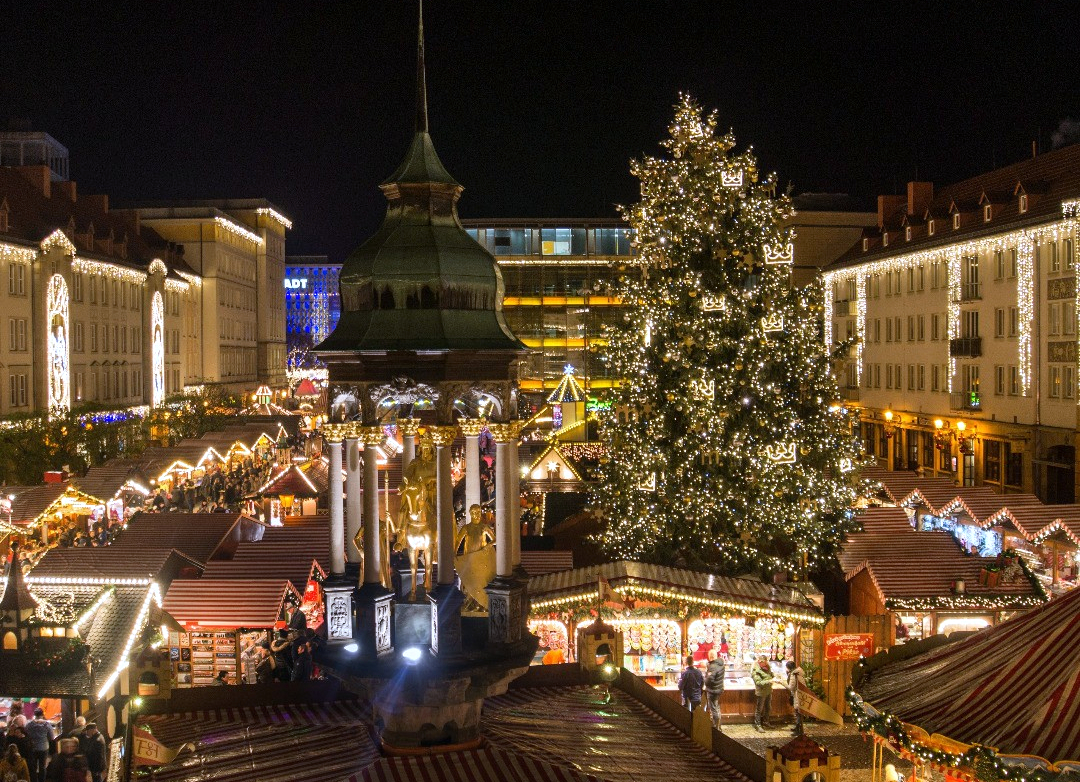
Le marché de Noël de Magdebourg en 2019.

Carte montrant le parcours de la voiture pendant l'attaque.

Le 20 décembre 2024, à 19 h 2, un homme conduisant une BMW X3 noire tourne à l'angle de l'Ernst-Reuter-Allee (de) et du Breiter Weg (de) pour s'engager sur une voie réservée au tramway. Depuis le Breiter Weg, il s'engage sur la place du vieux marché (de) et fonce sur la foule assistant au marché de Noël de Magdebourg. Vers 19 h 03, il tourne devant la mairie de Magdebourg (de) et traverse un parking. Il retourne alors sur l'Ernst-Reuter-Allee, mais ne peut accélérer « à cause de la circulation ». Il arrête alors sa voiture devant le centre commercial Allee-Center Magdeburg (de), où il est arrêté à 19 h 05. L'attentat est filmé par une caméra de surveillance et l'arrestation par des passants,.
Cet événement a lieu huit ans quasiment jour pour jour après l'attentat du 19 décembre 2016 à Berlin où un camion a pénétré dans un marché de Noël sur la Breitscheidplatz faisant treize morts. Les autorités considèrent, dans un premier temps, que la date et le mode opératoire ne sont pas une coïncidence, bien que cet attentat n'ait pas été revendiqué par l'État islamique, contrairement à celui de 2016. Rétrospectivement, l'attentat de Magdebourg est surtout comparé à celui de Munich en 2016, où un autre apostat d'extrême droite s'en était pris à des personnes d'ascendance immigrée dans un centre commercial,,.

## Victimes
Le jour même, le nombre de victimes est estimé par le ministre-président de Saxe-Anhalt, Reiner Haseloff, à deux morts, dont un enfant et 60 blessés,. Par la suite, la mère de l'enfant indique dans un post Facebook qu'il s'agit d'André Gleißner. Du 22 décembre au 6 janvier 2025, on identifie parmi les morts quatre femmes âgées de 45, 52, 67 et 75 ans, ainsi qu'une femme de 52 ans décédée plus tard des suites de ses blessures. Le 6 février 2025, Roland Weber, auditionné par la commission de l'Intérieur du Landtag de Saxe-Anhalt, évoque 86 blessés graves et 1 229 victimes enregistrées auprès des autorités.
Fin janvier 2025, le ministre fédéral allemand de la Justice, Volker Wissing, demande à la commission budgétaire (de) du Bundestag une dépense exceptionnelle de 25 millions d'euros pour indemniser les victimes, indiquant qu'il y'en a près de 700 enregistrées.

## Enquête
Le 20 décembre 2024, le véhicule BMW est rentré au sein du marché de Noël de Magdebourg par une issue de secours non protégée par des bornes ou des barrières, les services d'urgence y étaient stationnés. Après avoir traversé le marché à vive allure, le conducteur est interpellé par la police vers 19 h 5,.
Les autorités écartent la piste d'un attentat islamiste et décrivent le suspect comme un loup solitaire,,,. Le 21 décembre, le procureur déclare : « Le crime pourrait avoir comme arrière-plan un mécontentement à l’égard de la manière dont les réfugiés d’Arabie saoudite sont traités en Allemagne ». Après une garde à vue, le suspect est placé en détention provisoire à la prison de Burg (de) dans la nuit du 21 décembre au 22 décembre. Début janvier 2025, il est transféré à la prison de Dresde (de) et le 31 janvier à celle de Leipzig (en),,. Il est poursuivi pour le meurtre de cinq personnes, « plusieurs tentatives de meurtre », « coups et blessures graves » .

## Auteur

### Biographie
Le suspect est un psychiatre de 50 ans, nommé Taleb Jawad Al Abdulmohsen (en), originaire du village d'Al-Qarah (en), en Arabie saoudite,,. Arrivé en Allemagne en 2006, il disposait de l'asile politique depuis 2016 et d'un titre de séjour illimité auprès de l'arrondissement du Salzland depuis avril 2023. Il était recherché dans son pays d'origine, et l'Allemagne avait à plusieurs reprises refusé son extradition pour des raisons de protection de ses droits humains.

### Sensibilité idéologique
Selon ses propres dires, il est un ancien chiite et apostat de l'islam dans les années 1990,. Il a motivé sa demande d'asile pour cette raison, l'apostasie de l'islam étant théoriquement passible de la peine de mort en Arabie saoudite. Selon Libération, il commence son cyberactivisme d'extrême droite à la même période. Son compte X (ex-Twitter) est créé en mars 2016.
Sur X, il soutient dans ses publications Elon Musk, le militant islamophobe britannique Tommy Robinson, le dirigeant d'extrême-droite islamophobe néerlandais Geert Wilders , le militant identitaire autrichien Martin Sellner et le complotiste Alex Jones,,,. Le 18 juin 2016, il écrit sur Twitter : « Moi et l'AfD combattons le même ennemi pour protéger l'Allemagne ». En 2017, pendant la crise diplomatique entre l'Arabie saoudite et le Qatar, le média pro-qatari Al-Araby Al-Jadeed (en) lui accorde une tribune pour critiquer le régime saoudien. En juin 2019, il se présente comme « le critique le plus agressif de l’islam de l’Histoire » dans une interview au FAZ,. En 2024, il accuse à plusieurs reprises la gauche occidentale et Angela Merkel, qu'il menace indirectement de mort ,,, d'islamiser l'Europe. Le 21 décembre 2024, la ministre fédérale de l'Intérieur allemande, Nancy Faeser, déclare qu'il est manifestement d'extrême droite. Le 16 janvier 2025, elle ajoute que « sa haine est dirigée à la fois contre l'État allemand et contre les individus »,.
En 2018, Taleb Al Abdulmohsen et Atheist Refugee Relief (en), une association venant en aide aux apostats de l'islam réfugiés en Allemagne, entrent en contact, pour se séparer peu après : Taleb Al Abdulmohsen en accuse le dirigeant de sévices et de violences sexuelles ; l'association porte plainte pour diffamation, et en août 2023 le tribunal de Cologne lui donne raison.
Le 1er décembre 2023, Taleb Al Abdulmohsen se montre à nouveau menaçant sur X : « Je ferai payer à la nation allemande le prix des crimes commis par son gouvernement contre les réfugiés saoudiens ». Il accuse les autorités allemandes d'infiltrer les collectifs d'ex-musulmans afin de les espionner pour le compte de l'Arabie saoudite. Sa haine est en particulier dirigée contre la police allemande, qu'il voit comme « le véritable moteur de l'islamisme en Allemagne ». Il lui reproche d'avoir « utilisé des tactiques déloyales contre » lui « et d’autres critiques de l'islam [...] pour détruire » leur « activisme anti-islam »,. En outre, il l'accuse de lui avoir volé une clé USB contenant prétendument des preuves contre Alaa Aljubaji, une autre membre d'Atheist Refugee Relief, qu'il dépeint comme une droguée et une complice de Dittmar Steiner,.
Le 8 août 2024, Taleb Al Abdulmohsen déclare sur X qu'il « a pris la décision finale de rendre justice en 2024 [...] soit la justice du premier type, soit la justice du second type qui fait payer un prix très lourd aux personnes qui ont attaqué les réfugiés saoudiens ». Il accompagne la publication d'une photo de squelette humain fumant. Le 13 août 2024, Taleb Al Abdulmohsen déclare sur X : « Si l'Allemagne veut nous tuer, nous les massacrerons, mourrons ou irons en prison avec fierté. Parce que nous avons épuisé tous les moyens pacifiques et tout ce que nous n'avons reçu de la police, de la sécurité d'État, du parquet, de la justice et du ministère fédéral de l'Intérieur est davantage de crimes contre nous ». Le 21 août 2024, il ajoute : « Existe-t-il une voie vers la justice en Allemagne sans faire exploser une ambassade allemande ou égorger au hasard des citoyens allemands ? Je cherche cette voie pacifique depuis janvier 2019 et je ne l'ai pas trouvée. Si quelqu'un la connaît, merci de me le faire savoir »,. Le 9 novembre 2024, Taleb Al Abdulmohsen publie une liste de ses « demandes », dans laquelle il exige notamment la dissolution d'Atheist Refugee Relief et l'abrogation de l'article 166 du code pénal allemand condamnant le blasphème. Le 12 décembre 2024, il accorde une interview à la RAIR Foundation, une organisation islamophobe, dans laquelle il reproche à la police allemande de détruire délibérément la vie de demandeurs d'asile saoudiens ex-musulmans.

## Réactions

### Réactions intérieures
Moins de 24 heures après l'attentat, 2 000 néonazis, venus de toute l'Allemagne, battent le pavé de la place Hasselbach (en) aux cris d'« Allemagne-réveille toi », une devise tirée de l'hymne (en) de la SA, la milice du parti nazi, et interdite au titre de l'article 86a du code pénal allemand (en) sur l'« utilisation de symboles d'organisations anticonstitutionnelles et terroristes ». À la gare de Magdebourg, deux jeunes migrants sont bousculés et insultés par ces manifestants.
Le 22 décembre 2024, l'Alternative pour l'Allemagne (AfD), appelle à manifester le lendemain, à 17 h, sur la place de la Cathédrale de Magdebourg. Lors de cette « cérémonie commémorative », à laquelle 3 500 personnes se joignent, la coprésidente de l'AfD, Alice Weidel, présente l'attentat comme « un acte commis par un islamiste ». « Or, l’auteur présumé de l’attentat est lui-même un partisan de l’AfD. Il s’est décrit en 2019 comme “le critique le plus agressif de l’islam dans l’histoire”. Il adhérait apparemment à des théories du complot propagées, entre autres, par Elon Musk. Au vu des résultats actuels, on peut donc supposer qu’il s’agit d’un attentat motivé par l’extrême droite », note Matthias Quent (de), professeur de sociologie à l'université des sciences appliquées de Magdebourg-Stendal (en). « Lorsque la présidente de l’AfD s’est exprimée suite à cet attentat et parlé d’islamistes, elle n’était manifestement pas bien informée, car l’auteur était un partisan identifié de l’AfD », abonde le curé de la ville (de) d'Erding, Martin Garmaier, ce qui lui vaut une plainte pour diffamation, rapidement classée sans suite,,. Par ailleurs, les adversaires politiques de l'AfD dénoncent une récupération éhontée et insistent sur le fait que Taleb Al Abdulmohsen avait partagé le 15 octobre un tweet d'Amy Mek (en) qualifiant Alice Weidel de femme politique « sans peur »,. De plus, en parallèle du rassemblement de l'AfD, une contre-manifestation, organisée par l'initiative Gib Hass keine Chance (« Ne donne aucune chance à la haine »), forme une chaîne humaine de 4 000 personnes sur les lieux du drame.

### Réactions internationales
- Danemark : le roi Frederik X a présenté ses condoléances au président Frank-Walter Steinmeier et au peuple allemand[66].
- Espagne : le président du gouvernement, Pedro Sánchez, s’est entretenu avec Olaf Scholz pour lui exprimer sa « solidarité » et adresser ses pensées aux victimes et au peuple allemand.
- France : le président de la République, Emmanuel Macron, s’est dit « profondément choqué face à l’horreur qui frappe » et affirme que « la France partage la douleur du peuple allemand et exprime toute sa solidarité »[67]. Le président du Rassemblement national (RN), Jordan Bardella, et la présidente du groupe RN à l'Assemblée, Marine Le Pen, évoquent précipitamment un « attentat islamiste » et « la barbarie islamiste » sur X. Ils ne suppriment ni n'apportent de correctif à leurs publications, même lorsque le pedigree islamophobe de l'auteur de l'attentat commence à être connu de tous, ce qui leur attire des critiques de la part des dirigeants du Parti socialiste et de La France insoumise, Olivier Faure et Manuel Bompard[68].
- Hongrie : le Premier ministre, Viktor Orbán, a « exprimé ses condoléances à Olaf Scholz et au peuple allemand suite à cet attentat terroriste haineux »[69].
- Italie : la présidente du Conseil des ministres, Giorgia Meloni, a partagé son émotion : « La violence ne doit pas avoir sa place dans nos démocraties »[67].
- Luxembourg : le grand-duc Henri a exprimé au président fédéral en son nom propre, au nom de la grande-duchesse et de leurs compatriotes leur « plus profonde sympathie pour tous ceux touchés par cette tragédie » et leur « solidarité face à cet acte de violence aveugle »[70].
- Pays-Bas : le Premier ministre, Dick Schoof, a annoncé que les autorités néerlandaises « suivent de près l'évolution de la situation » et que « les Pays-Bas se tiennent aux côtés de l'Allemagne dans ces temps sombres »[71].
- Pologne : le président de la République, Andrzej Duda, s’est dit « choqué » par cette attaque « brutale » et a adressé ses « pensées et prières aux familles de victimes »[72].
- Royaume-Uni : le Premier ministre, Keir Starmer, s'est dit horrifié par cet « atroce attentat » et a ajouté « mes pensées sont avec les victimes, leurs familles et tout ceux qui sont touchés »[73].
- Turquie : le président de la République, Recep Tayyip Erdoğan, a « fortement condamné l'attentat haineux » et a présenté ses condoléances aux « familles de ceux qui ont perdu la vie » et souhaité une « convalescence rapide aux blessés »[74].

## Conséquences
L'« effet Magdebourg » a un impact sur la campagne des élections législatives anticipées en Allemagne. Si, jusqu'à la mi-décembre, la principale angoisse des Allemands est la récession (en), elle devient l'immigration après l'attentat de Magdebourg,,. Bien que le tueur soit l'un de ses partisans, l'Alternative pour l'Allemagne (AfD) élude cela et insiste sur son origine étrangère,. « Cet attentat n’a rien à voir avec nous. Ce terroriste n’avait tout simplement rien à faire en Allemagne », déclare ainsi le coprésident du parti, Tino Chrupalla, au lendemain de l'attaque. La série d'attentats commis par des immigrés, à Magdebourg (20 décembre), Aschaffenbourg (22 janvier) (en) et Munich (13 février), profite à l'AfD, qui plaide ouvertement pour un programme de « remigration ». La CDU, favorite des sondages (en), lui offre même un triomphe le 29 janvier au Bundestag, en votant avec elle une motion visant à durcir la politique migratoire, brisant au passage le cordon sanitaire. Le premier secrétaire du groupe parlementaire de l'AfD, Bernd Baumann, célèbre le début d'« une nouvelle ère ». « La campagne se déroule au mieux pour le parti, et le contexte lui donne du vent dans les voiles », constate Uwe Jun (de), professeur de sciences politiques à l'université de Trèves. L'AfD, créditée de 18 à 19 % des intentions de vote à la mi-décembre, monte à 20-22 % à la mi-janvier,. En Saxe-Anhalt, le Land de l'attentat, l'AfD obtient 37 % des suffrages exprimés, alors que les sondages pré-attentats lui en donnaient 30,,. À Magdebourg même, « c’est devenu plus tendu, les gens sont plus froids avec nous », confie un migrant au Figaro.